# The Orb
A The Orb (A gömb) egy brit elektronikus/ambient house/chillout zenét játszó együttes. 1988-ban alakultak meg Londonban. Lemezkiadók: Big Life Records, Island Records, Badorb.com (Paterson lemezkiadó cége), Kompakt Records, Malicious Records, Mercury Records, MCA Records, Columbia Records.  Fennállásuk alatt 12 nagylemezt jelentettek meg. A zenekart gyakran tekintik az ambient house műfaj pionírjának, megteremtőjének, és ezért kultikus státuszt ért el. Leghíresebb daluk az "A Huge Ever Growing Pulsating Brain that Rules from the Centre of the Ultraworld". Legelső albumuk is erről a számról kapta a címét. Ez a szám a 2008-as Grand Theft Auto IV videójátékban is szerepelt az egyik fiktív rádióadón. A hosszú című számnak viszonylag ez a magyar jelentése: "Egy hatalmas mindig növekvő pulzáló agy, amelyik az Ultravilág közepéből uralkodik". Az Orb fő témái közé tartoznak az ufók és a földönkívüliek. Több daluk is felkerült a brit slágerlistákra. Az évek során többen kiléptek az együttesből, jelenleg csak Paterson és Fehlmann a két állandó tag. A zenekar mind a mai napig működik.

## Tagok
- Alex Paterson - szintetizátor (1988-)
- Thomas Fehlmann - szintetizátor (1995-)

## Diszkográfia/Stúdióalbumok
- The Orb's Adventures Beyond the Ultraworld (1991)
- U.F.Orb (1992)
- Orbus Terrarum (1995)
- Orblivion (1997)
- Cydonia (2001)
- Bicycles and Tricycles (2004)
- Okie Dokie It's the Orb on Kompakt (2005)
- The Dream (2007)
- Baghdad Batteries (Orbsession Volume III) (2009)
- Metallic Spheres (2010)
- The Orbserver in the Star House (2012)
- More Tales from the Orbservatory (2013)
- Moonbuilding 2703 AD (2015)
- COW / Chill Out World! (2016)
- No Sounds Are Out of Bounds (2018)
- Abolition of the Royal Familia (2020)
- Prism (2023)